# Książę Devonshire

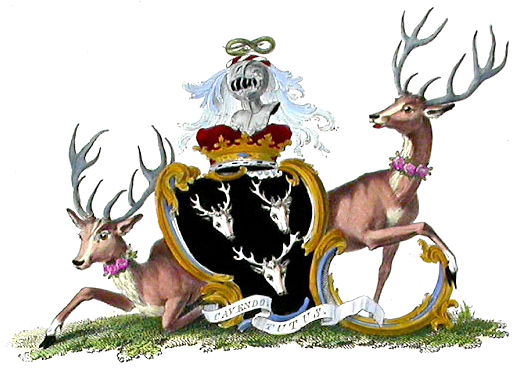
Herb książąt Devonshire

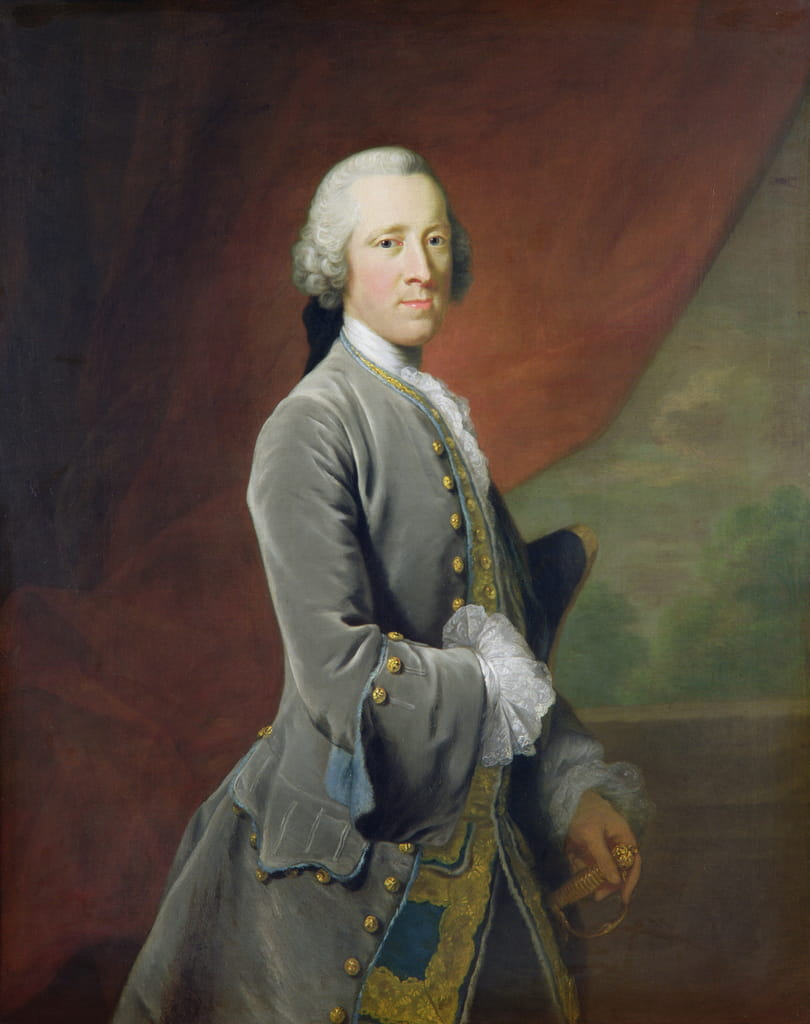
William Cavendish, 4. książę Devonshire

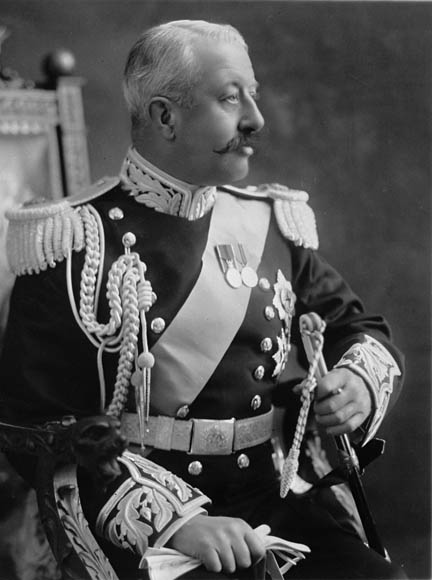
Victor Christian William Cavendish, 9. książę Devonshire

## Informacje ogólne
- Dodatkowymi tytułami księcia Devonshire są:
  - markiz Hartington
  - hrabia Devonshire
  - hrabia Burlington
  - baron Cavendish of Hardwick
  - baron Cavendish of Keighley
- Najstarszy syn księcia Devonshire nosi tytuł markiza Hartington
- Najstarszy syn markiza Hartington nosi tytuł hrabiego Burlington
- Najstarszy syn hrabiego Burlington nosi tytuł lorda Cavendish
- Rodowymi siedzibami książąt Devonshire są Chatsworth House i Bolton Abbey w hrabstwie Derbyshire

Hrabiowie Devonshire 1. kreacji (parostwo Anglii)
- 1603–1606: Charles Blount, 1. hrabia Devonshire

Hrabiowie Devonshire 2. kreacji (parostwo Anglii)
- 1618–1626: William Cavendish, 1. hrabia Devonshire
- 1626–1628: William Cavendish, 2. hrabia Devonshire
- 1628–1684: William Cavendish, 3. hrabia Devonshire
- 1684–1707: William Cavendish, 4. hrabia Devonshire

Książęta Devonshire 1. kreacji (parostwo Anglii)
- 1694–1707: William Cavendish, 1. książę Devonshire
- 1707–1729: William Cavendish, 2. książę Devonshire
- 1729–1755: William Cavendish, 3. książę Devonshire
- 1755–1764: William Cavendish, 4. książę Devonshire
- 1764–1811: William Cavendish, 5. książę Devonshire
- 1811–1858: William George Spencer Cavendish, 6. książę Devonshire
- 1858–1891: William Cavendish, 7. książę Devonshire
- 1891–1908: Spencer Compton Cavendish, 8. książę Devonshire
- 1908–1938: Victor Christian William Cavendish, 9. książę Devonshire
- 1938–1950: Edward William Spencer Cavendish, 10. książę Devonshire
- 1950–2004: Andrew Robert Buxton Cavendish, 11. książę Devonshire
- 2004 -: Peregrine Andrew Mornay Cavendish, 12. książę Devonshire

Następca 12. księcia Devonshire: William Cavendish, markiz Hartington